# Lando
Landon, papa od srpnja/kolovoza 913. do veljače/ožujka 914. godine.